# Nicolai Høgh
Nicolai Høgh (Næsbjerg, 9 november 1983) is een Deens voetballer (verdediger) die sinds 2013 voor de Noorse eersteklasser Vålerenga IF uitkomt. Voordien speelde hij bij Esbjerg fB.
Høgh was meermaals Deens jeugdinternational.